# Michael Vogelius
Michael Vogelius (født 20. februar 1826 i Skanderborg, død 7. oktober 1910 på Frederiksberg) var en dansk redaktør og politiker. I 1853 grundlagde han Frederikshavns Avis hvor han også selv var redaktør indtil 1886, hvor han overlod avisen til sønnen Rudolf Vogelius. Avisen er i dag en del af Nordjyske Stiftstidende efter en fusion med Vendsyssel Tidende i 1995, som så i 1999 blev en del af Nordjyske Stiftstidende. Han etablerede desuden i 1853 en boghandel med navnet M. Vogelius, som senere hed både C.A. Jepsen og Laages Boghandel efter de nye ejere. Som politiker var Vogelius byrådsmedlem i Frederikshavn, samt folketingsmedlem for partiet Højre. Hans politiske engagement i Folketinget er årsagen til at han ender sine dage på Frederiksberg i København, langt fra sine sønner og sin avis i Frederikshavn. 
Vogelius blev gift med Abelone Christine Charlotte Amalie Kjer (1834 - 1913) i 1855 og sammen fik de sønnerne Rudolf Vogelius (1856 - 1933) og Johannes Vogelius (1864 - 1936). Rudolf overtog som sagt avisen efter sin far, mens Johannes forfulgte en succesfuld karriere som dommer. 
M. Vogelius Vej i Frederikshavn er navngivet efter netop denne Michael Vogelius.